# Dorothy Vaughan (herečka)
Dorothy Vaughan (5. listopadu 1890 St. Louis – 15. března 1955 Hollywood), někdy uváděná jako Dorothy Vaughn, byla americká herečka. Objevila se ve více než 143 filmech a televizních pořadech. Vaughan je nejlépe známá díky rolím ve filmech Slander House (1930), The Ape (1940) a Lady Gangster (1942).

## Filmografie
- Annapolis Farewell (1935)
- Mary Burns, Fugitive (1935)
- I Married a Doctor (1936)
- Times Square Playboy (1936)
- Love Begins at 20 (1936)
- After the Thin Man (1936)
- Black Legion (1937)
- That Man's Here Again (1937)
- There Goes My Girl (1937)
- Slim (1937)
- Hoosier Schoolboy (1937)
- Stella Dallas (1937)
- Mr. Dodd Takes the Air (1937)
- The Life of the Party (1937)
- Conquest (1937)
- Telephone Operator (1937)
- Quick Money (1937)
- Assassin of Youth (1937)
- Here's Flash Casey (1938)
- Little Miss Thoroughbred (1938)
- Slander House (1938)
- Little Orphan Annie (1938)
- Gambling Ship (1938)
- Calling Dr. Kildare (1939)
- The Man in the Iron Mask (1939)
- First Love (1939)
- Hot Steel (1940)
- The Ape (1940)
- Diamond Frontier (1940)
- Secret Evidence (1941)
- Bad Men of Missouri (1941)
- Burma Convoy (1941)
- Three Girls About Town (1941)
- Lady Gangster (1942)
- Gentleman Jim (1942)
- Doughboys in Ireland (1943)
- Moonlight in Vermont (1943)
- Henry Aldrich's Little Secret (1944)
- Dancing in Manhattan (1944)
- The Town Went Wild (1944)
- Riverboat Rhythm (1946)
- The Bamboo Blonde (1946)
- That Brennan Girl (1946)
- Trail to San Antone (1947)
- The Egg and I (1947)
- Robin Hood of Texas (1947)
- The Bishop's Wife (1947)
- Song of Idaho (1948)
- I Wouldn't Be in Your Shoes (1948)
- Fighting Fools (1949)
- Home in San Antone (1949)
- Square Dance Katy (1950)
- Rider from Tucson (1950)
- The Merry Widow (1952)
- The Star (1952)